# 阿古拉镇
阿古拉镇，是中华人民共和国内蒙古自治区通辽市科尔沁左翼后旗下辖的一个乡镇级行政单位。

## 行政区划
阿古拉镇下辖以下地区：
阿古拉嘎查、达林艾勒嘎查、吉力吐嘎查、合林索根嘎查、阿仁艾勒嘎查、乌兰那仁嘎查、准玛拉楚达嘎查、道尔苏嘎查、赛音呼都嘎嘎查、雅敏艾勒嘎查、特格喜白乙嘎查、哈日额日嘎查、巴彦宝吐嘎查、桐其格嘎查、花得热嘎查、乌日图塔拉嘎查和白兴吐嘎查。